# Rallenreiher
Der Rallenreiher (Ardeola ralloides) ist ein altweltlicher Vogel der Gattung Ardeola aus der Familie der Reiher (Ardeidae). In Mitteleuropa ist der Rallenreiher nur noch in Ungarn ein Brutvogel sowie mit stark schwankendem Bestand in der Slowakei. Im nördlichen Teil des Skutarisees in Montenegro findet sich im Sommer eine größere Population.

## Merkmale

Sommer-Brutvogel
Stand-Brutvogel
Gastvogel

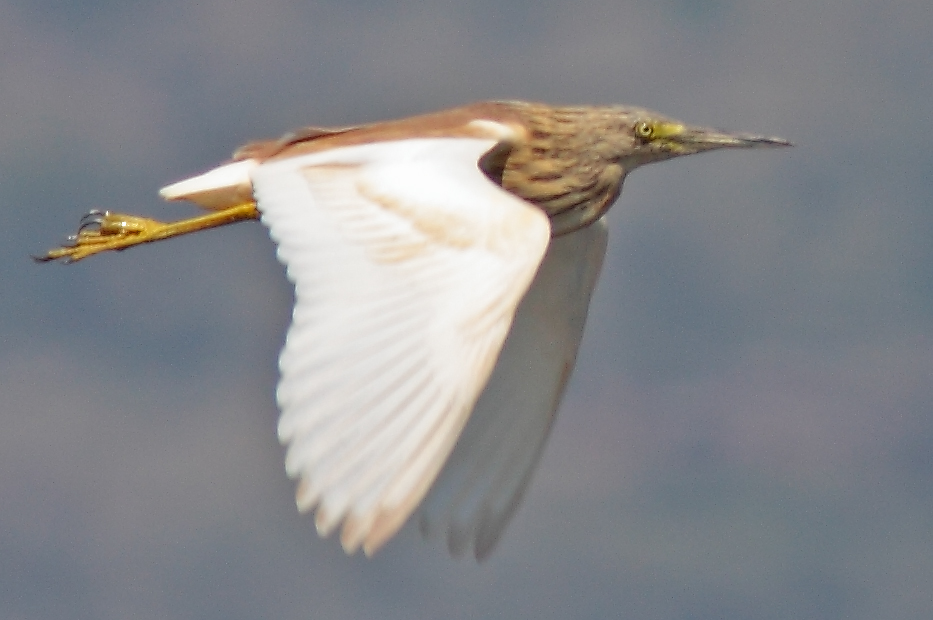
Rallenreiher im Flug

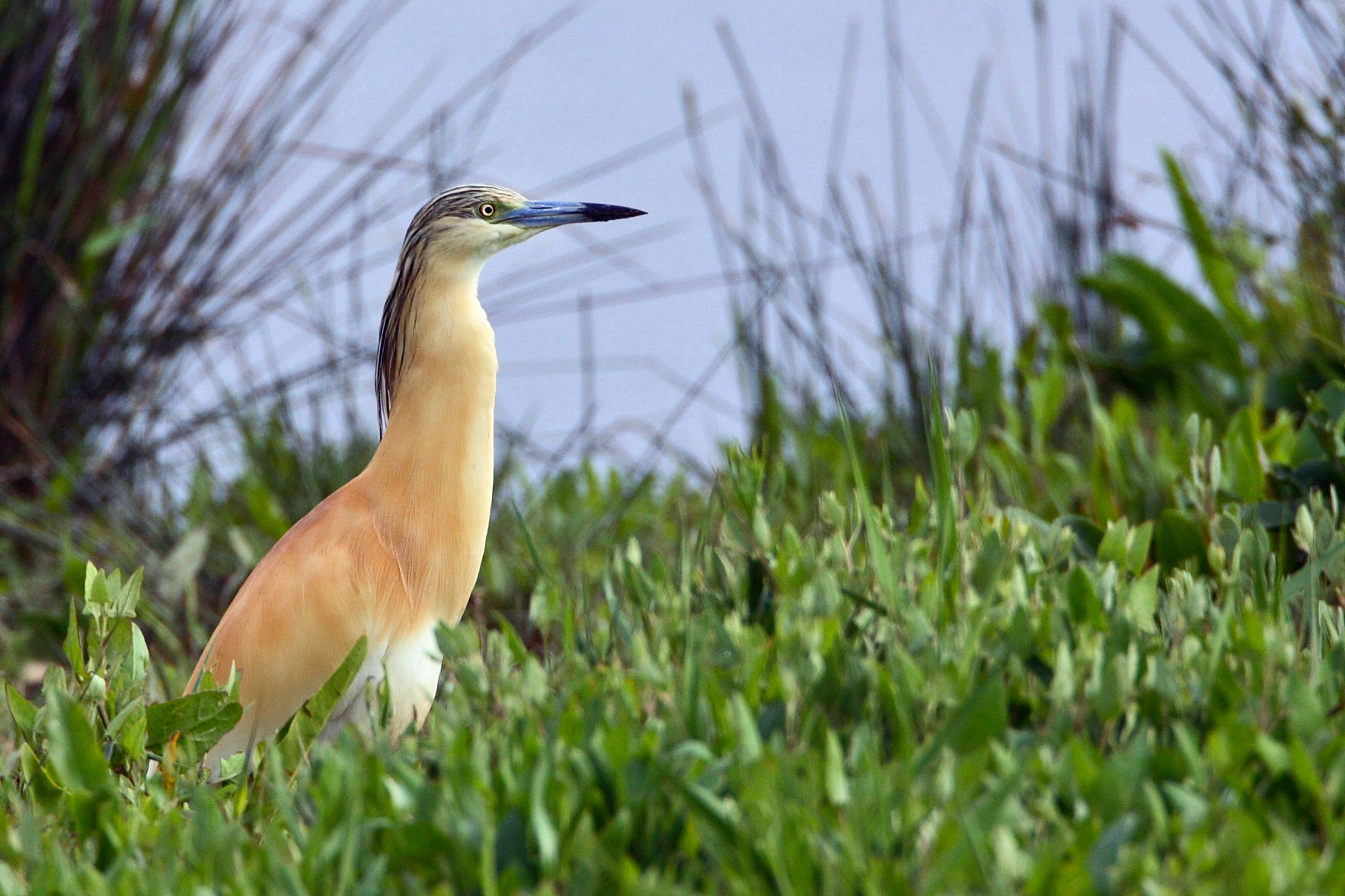
Stehender Rallenreiher

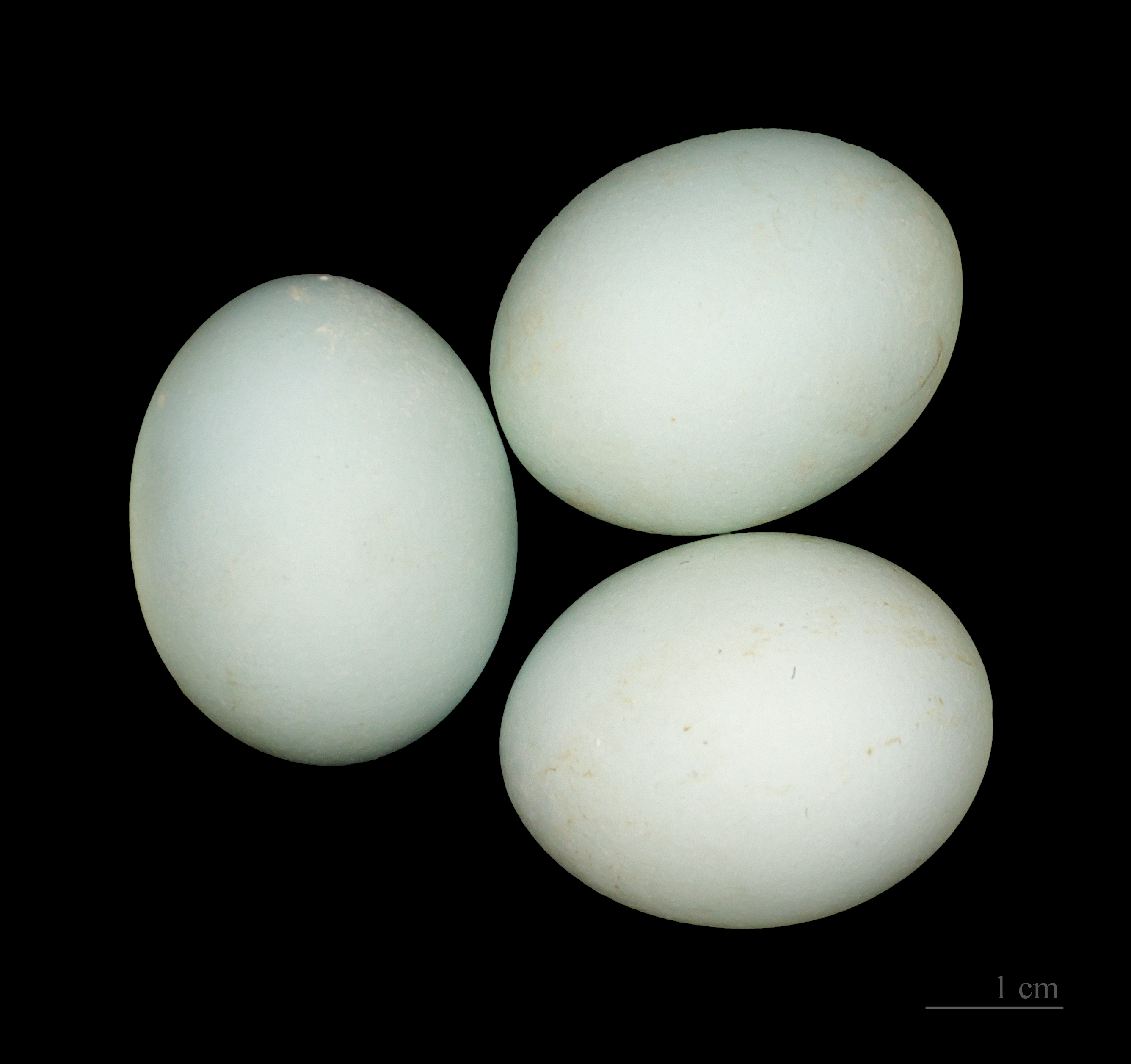
Eier des Rallenreihers

Der 40 bis 49 cm lange Rallenreiher erreicht bei einer Flügelspannweite von 71 bis 80 cm ein Gewicht von 250 bis 300 g.
Am Boden erscheint das Gefieder des dickhalsigen Vogels unscheinbar ocker-gelb-bräunlich gefärbt. Im Flug zeigt er die auffälligen weißen Flügel und den weißen Schwanz. Im Schlichtkleid weist der Rallenreiher an Kopf- und Halsseiten eine deutliche Strichelung, einen matt ockerbraunen Mantel sowie grüngelbliche Beine und Schnabel auf, letzteren mit dunklerer Spitze. Im Prachtkleid hat der Vogel verlängerte Nackenfedern, einen semmelgelben, fast ungestreiften Hals, einen ockerbraunen Mantel mit leichtem Violettschimmer, korallenrote Beine und einen grünblauen Schnabel mit schwarzer Spitze. Der Jungvogel ist dunkler gefärbt mit stärkerer Strichelung.

## Vorkommen
Der Rallenreiher brütet in Süßwassersümpfen und Feuchtgebieten mit Röhricht und Uferpflanzen lokal im Mittelmeergebiet sowie in Südwestasien, in Marokko und Äthiopien. Im September und Oktober zieht er weiter nach Afrika hinein, vereinzelt überwintern einige Individuen aber auch im südlichen Mittelmeerraum. Beim Rückzug in die Brutgebiete im April und Mai fliegen einige Tiere weiter in nördliche Richtung bis in den Nordseeraum (siehe: Zugprolongation). So können Rallenreiher bis in den späten Sommer in Mitteleuropa beobachtet werden. Regelmäßige Bruten sind in Mitteleuropa jedoch nur aus Ungarn bekannt.

## Verhalten
Der dämmerungsaktive Rallenreiher jagt in dichtem Gebüsch oder im Schilf Wasserinsekten, Frösche und kleine Fische. Der Vogel lebt außerhalb der Brutzeit einzelgängerisch oder in kleinen Gruppen und verteidigt sein Nahrungsrevier gegenüber Artgenossen.

## Fortpflanzung
Der Rallenreiher brütet einmal im Jahr von April bis Juni in Kolonien, auch zusammen mit anderen Reiherarten, Sichlern und Zwergscharben. Auf Madagaskar bildeten der Dickschnabelreiher und der Rallenreiher gemeinsam große Brutkolonien. Die Nester des Rallenreihers befanden sich in der Regel unterhalb der Nester des Dickschnabelreihers. Diese großen Kolonien sind allerdings sehr selten geworden, seitdem die Bestände des Dickschnabelreihers stark eingebrochen sind.
Das Nest aus Gras und Schilfhalmen wird verborgen im Röhricht oder in halbhohen Bäumen gebaut. Beide Elternvögel bebrüten die vier bis sechs Eier und füttern die Jungvögel, die mit 45 Tagen flügge werden.

## Gefährdungssituation
Die Weltnaturschutzunion IUCN klassifiziert den Rallenreiher als „nicht gefährdet“ (Least Concern). Obwohl der Bestand zurückzugehen scheint, stehen der insgesamt sehr umfangreiche Bestand bei geringem Abnahmetrend und das sehr große Verbreitungsgebiet einer schlechteren Klassifizierung entgegen.
Der europäische Gesamtbestand wird auf 18.000 bis 27.000 Brutpaare geschätzt. Die größten Populationen finden sich in Rumänien (5.500 bis 6.500 Brutpaare), Türkei (4.000 bis 6.000 Brutpaare), Aserbaidschan (2.500 bis 5.000 Brutpaare) und Russland (1.500 bis 2.000 Brutpaare). In Ungarn brüten 300 bis 410 Brutpaare. Vermutlich brüteten Rallenreiher noch bis etwa 1860 auch in den Niederlanden. Die Gefährdung dieser Art resultiert vor allem aus der Vernichtung von Feuchtgebieten. Maßgeblich ist dabei ein Verlust von Röhrichtbeständen und die Zerstörung der Schwimmpflanzen-Gesellschaften sowie der an Gewässer angrenzenden Altholzbestände. Zum anhaltenden Rückgang der Art kann – ähnlich wie bei der Zwergdommel – auch die anhaltende Dürre in der Sahelzone beitragen, die die Überlebenschancen in den Rast- und Überwinterungsquartieren beeinträchtigt.

## Belege

### Einzelbelege
1. ↑  Kuhlan et al., S. 247
2. ↑  Ardeola ralloides in der Roten Liste gefährdeter Arten der IUCN 2009. Eingestellt von: BirdLife International, 2009. Abgerufen am 10. März 2010.
3. ↑  Bauer et al., S: 257
4. ↑  Bauer et al., S. 257